# کافرکش
کافرکش، روستایی از توابع بخش رودبارالموت شهرستان قزوین در استان قزوین ایران است. کافرکش در شمال شرقی استان قزوین و حدفاصل دو استان قزوین و البرز در منطقه ای کوهستانی قرار دارد.

## جمعیت
این روستا در دهستان الموت پایین قرار دارد و براساس سرشماری مرکز آمار ایران در سال ۱۳۸۵، جمعیت آن ۴۲ نفر (۱۵خانوار) بوده‌است. مردم روستای کافرکش به زبان ترکی سخن می‌گویند.